# Luis-Joseph Papineau
Luis-Joseph Papineau (7. října 1786 – 23. září 1871) byl francouzsko-kanadský politik. Vedl francouzsky mluvící Kanaďany a prosazoval jejich požadavky na reformu a rovnoprávnost vůči britské vládě.